# Dzhanokmenia kozlovi
Dzhanokmenia kozlovi är en stekelart som först beskrevs av Kostjukov 1984.  Dzhanokmenia kozlovi ingår i släktet Dzhanokmenia och familjen finglanssteklar. Inga underarter finns listade i Catalogue of Life.